# Xã McKinley, Quận Marshall, Nam Dakota
Xã McKinley (tiếng Anh: McKinley Township) là một xã thuộc quận Marshall, tiểu bang Nam Dakota, Hoa Kỳ. Năm 2010, dân số của xã này là 46 người.